# Карліс Озоліньш
Карліс (Карл) Мартинович Озоліньш (Озолінь) (31 серпня 1905, Мадлієнська волость Ризького повіту Ліфляндської губернії, тепер Латвія — 15 серпня 1987, місто Рига, тепер Латвія) — латвійський радянський діяч, журналіст, голова Президії Верховної Ради Латвійської РСР. Член Центральної Ревізійної Комісії КПРС у лютому 1956 — жовтні 1961 р. Член ЦК КП Латвії у грудні 1940 — січні 1959 р. і лютому 1960 — вересні 1961 р. Депутат Верховної Ради СРСР 3-5-го скликань. Заступник голови Президії Верховної Ради СРСР (у 1954—1959 роках). Депутат Верховної ради Латвійської РСР 2-5-го скликань. Член Союзу письменників Латвійської РСР.

## Життєпис
Карліс Озоліньш народився в родині сільськогосподарського робітника. Трудову діяльність розпочав у 1915 році пастухом і наймитом. З 1922 року працював кур'єром типографії, землекопом, робітником заводу у місті Ризі. Одночасно, з 1922 року вчився у Ризькій гімназії. З 1926 р. — на підпільній роботі в Латвійській Республіці.
Член Комуністичної партії Латвії з 1926 року.
У 1927—1930 і у 1931—1937 роках — ув'язнений у в'язницях Латвійської Республіки.
У липні — жовтні 1940 р. — на відповідальній роботі в апараті ЦК КП(б) Латвії. У 1940 р. — редактор газети «Советская Латвия». У жовтні 1940 — 1941 р. — редактор газети ЦК КП(б) Латвії «Cinja».
Під час німецько-радянської війни, у 1941—1942 роках — редактор газети «Par Padomju Latviju». У 1942—1944 роках — керівник оперативної групи ЦК КП(б) Латвії із організації партизанського руху. Одночасно, у 1943 році — редактор газети «Par Dzimteni».
26 серпня — 17 листопада 1944 року — секретар ЦК КП(б) Латвії із кадрів.
У 1944—1951 роках — відповідальний редактор газети ЦК КП(б) Латвії «Cinja». У 1948 році заочно закінчив Вищу партійну школу при ЦК ВКП(б).
У 1951 — квітні 1952 року — заступник голови Президії Верховної Ради Латвійської РСР.
11 квітня 1952 — 27 листопада 1959 року — голова Президії Верховної Ради Латвійської РСР.
У листопаді 1959 — грудні 1961 року — 1-й заступник голови Президії Верховної Ради Латвійської РСР.
З 1962 року — персональний пенсіонер союзного значення в місті Ризі.
Помер 15 серпня 1987 року після важкої тривалої хвороби. Похований 21 серпня 1987 року на цвинтарі Райніса в Ризі.

## Нагороди
- три ордени Леніна
- орден Вітчизняної війни І ст.
- два ордени Трудового Червоного Прапора
- орден Червоного Прапора
- орден Червоної Зірки
- орден Дружби народів
- медалі